# Giannini Automobili
Pour les articles homonymes, voir Giannini.
La société Giannini Automobili S.p.A. est un constructeur automobile italien, dont la création remonte à 1920 par les frères Attilio et Domenico Giannini. Son siège social et les ateliers sont installés au no 57 de la Via delle idrovore della Magliana à Rome.

## Historique

### Les origines
Lors de sa création, la société était un simple atelier mécanique de réparations automobiles. En 1922 il fait partie du réseau de service après-vente de la célèbre marque italienne Itala. Grâce à cette collaboration et à l'expérience qui en découla, l'atelier se spécialisa dans la préparation de voitures de compétition à partir de 1927 à l'occasion de la première édition de la célèbre course Mille Miglia. Les frères Giannini préparèrent l'Itala Tipo 61 pour le marquis Pellegrini.

### Les années 1930
Les frères Giannini se spécialisent dans la préparation et la transformation de voitures de plus petites cylindrées, en particulier la Fiat 500 Topolino, en ne se limitant pas uniquement au moteur mais également aux suspensions et aux freins. 

### Les années 1940
Dès la fin de la seconde guerre mondiale, les frères Giannini entament la fabrication indépendante de moteurs de leur propre conception. En 1947, ils fabriquent un moteur diesel à 3 cylindres à injection directe pour les camions appelé Giannini 3A développant une puissance de 40 CV à 3000 tours par minute. Cette grande nouveauté ne sera pas récompensée à sa juste valeur ; ils ne trouvèrent que quelques centaines de clients.
En 1948 la société abandonne le secteur des transports lourds pour se consacrer exclusivement au secteur des voitures de course. Forte de ses dix années d'expérience passées à la préparation des moteurs de Fiat 500 Topolino et grâce à l'apport d'une nouvelle recrue des plus créatives, l'ingénieur Carlo Gianini, concepteur de la fameuse moto "CNA Rondine" connue aussi sous le nom de Gilera 500 4C, conçoit le moteur G1 de 750 cm3 qui obtiendra d'excellents résultats dans la course des Mille Miglia de 1949. Ce sera ce même ingénieur Gianini qui concevra le moteur à 2 arbres à cames en tête Giannini G2 qui équipera les voitures Giaur, acronyme de Giannini-Urania Auto, construites dans une usine de la province de Teramo par la société "Meccanica Taraschi".

### les années 1950
Durant cette période, la société adopte une nouvelle politique commerciale avec la création d'un réseau de concessionnaires avec des ateliers indépendants. La société vendra également directement ses productions mais également des modèles dérivés de la grande série des usines Fiat.

### La division de l'activité
Pour des raisons diverses et variées de nature familiale, et malgré d'excellents résultats commerciaux, la société se retrouve avec des difficultés financières qui imposent un arrêt total de l'activité en 1961. les deux frères et leurs enfants respectifs ne réussissant pas à trouver la moindre entente, chaque famille créera sa propre société distincte. 
C'est ainsi qu'en 1963 la société Costruzioni Meccaniche Giannini S.p.A. sera créée par Attilio Giannini et la société Giannini Automobili S.p.A. sera créée par Domenico Giannini.

## Costruzioni Meccaniche Giannini S.p.A.
La société Costruzioni Meccaniche Giannini S.p.A. poursuit l'activité dans le secteur des élaborations mécaniques, conception et fabrication de moteurs et prototypes, mais renonce totalement aux services d'assistance et de maintenance. Ce choix stratégique voulu s'avèrera fatal pour la société qui, malgré la qualité de ses productions, sera liquidée en 1971. 

## Giannini Automobili S.p.A.

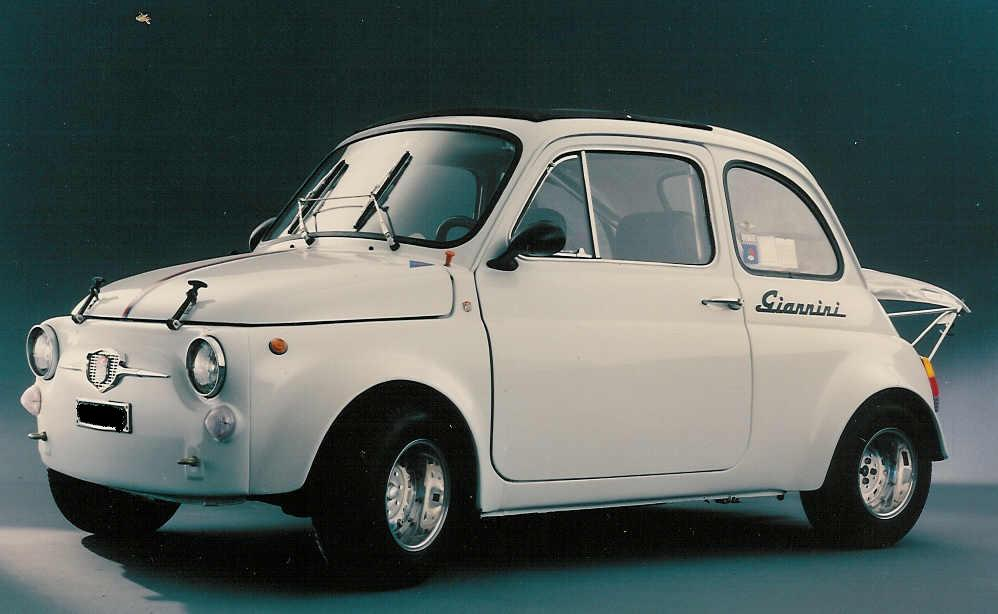
Giannini 590 GT

La société Giannini Automobili S.p.A. reprend tout le réseau commercial précédent ainsi que les ateliers de réparation et d'entretien. Elle se consacre à la transformation de voitures de série et à la commercialisation de kits de transformation. Cette même année 1963, Giannini présenta la version élaborée de la petite Fiat 500, la Fiat 590 GT et la Fiat 500 TV Giannini, toutes deux étant des dérivés élaborés à partir de la Fiat Nuova 500. D'autres modèles dérivés de l'énorme gamme Fiat sont aussi au catalogue.
Les années 1960 se déroulent admirablement bien pour la toute jeune société qui connait un grand succès pour quasiment tous ses modèles. Elle aligne ses modèles dans de nombreuses courses. Le 16 mars 1967, le fondateur Domenico Giannini décède des suites d'un infarctus. 

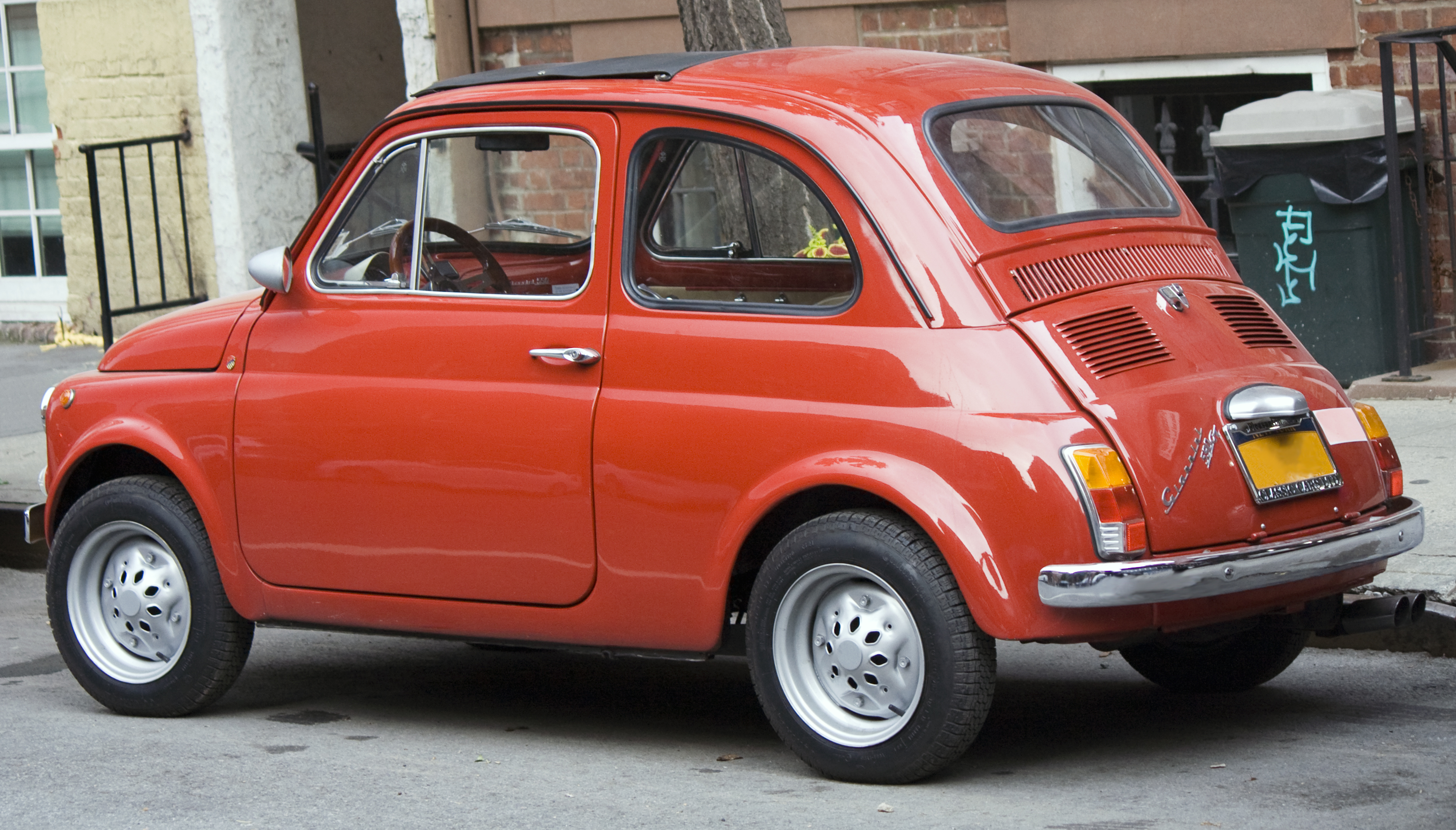
1968 Giannini 590 GT

### L'arrivée de Volfango Polverelli
Après la disparition de Domenico Giannini, la société devra faire face à des sérieux problèmes d'organisation et de direction, ce qui obligera les actionnaires à faire appel à une personne extérieure à la société pour en prendre les commandes. Pour mener à bien cette rude tache, il est fait appel à l'avocat et entrepreneur Volfango Polverelli. Peu favorable à cette mission au début, il se convaincra lui-même de poursuivre sa tâche grâce à sa passion pour les automobiles et les moteurs en particulier. 
Son engagement sera tel qu'il renforcera la société, la fera prospérer et en deviendra actionnaire, puis actionnaire majoritaire et enfin en 1973 le propriétaire. 
Sa gestion apportera de grands changements avec le déménagement dans de nouveaux locaux, l'arrivée dans la société de ses enfants Gabriele, Gaetano et Giacomo, chacun à un poste de responsabilité. Les nouvelles productions sont confiées à l'ingénieur Armando Palanca, spécialiste reconnu dans les domaines de l'automobile et de l'aéronautique. 
Au cours des premières années 1980, l'arrivée de l'ingénieur Palanca impulse un nouveau souffle à la société Giannini avec le renouvellement des modèles et l'arrivée des élaborations sur la Fiat 126, la Fiat Ritmo et la Fiat Panda. De plus, l'écurie Giannini participe, directement ou pas, à de très nombreuses courses.
Le secteur des élaborations qui avait connu des heures de gloire avec de très nombreuses sociétés allait petit à petit connaître une grave crise irréversible. Les causes sont multiples mais la principale est le coût toujours plus important des véhicules transformés. De plus, les grands constructeurs voulaient occuper ce créneau de ventes en proposant leurs propres modèles en plusieurs versions. Pour la société Giannini, la crise s'est également accrue à la suite du décès de son dirigeant Volfango Polverelli le 13 juillet 1983, qui était le véritable pilier de la société.
La crise persistant, les successeurs décidèrent, en 1985, d'abandonner le secteur des élaborations pour se concentrer sur les carrosseries. C'est ainsi que les modèles Giannini se distinguent uniquement par leur Look différent par rapport aux modèles de grande série comme la Fiat Uno, la Fiat Tipo et la Fiat Panda. L'apport Giannini concernera essentiellement l'intérieur : tapisserie, sellerie,  accessoires, mais également la peinture, les parechocs et les ailerons rajoutés. En 2000, la société Giannini arrêtent leurs activités en tant que constructeur automobile.

## Giannini aujourd'hui
Actuellement, la société Giannini collabore étroitement avec le constructeur Fiat et traite principalement l'assistance après-vente. Elle reçoit régulièrement des commandes pour des transformations spéciales et une assistance particulière pour la Police Financière Italienne et le Ministère de l'Intérieur Italien. En 2017, la marque fait un "come-back" après 17 ans d'absence et se relance dans l'automobile en tant que constructeur.

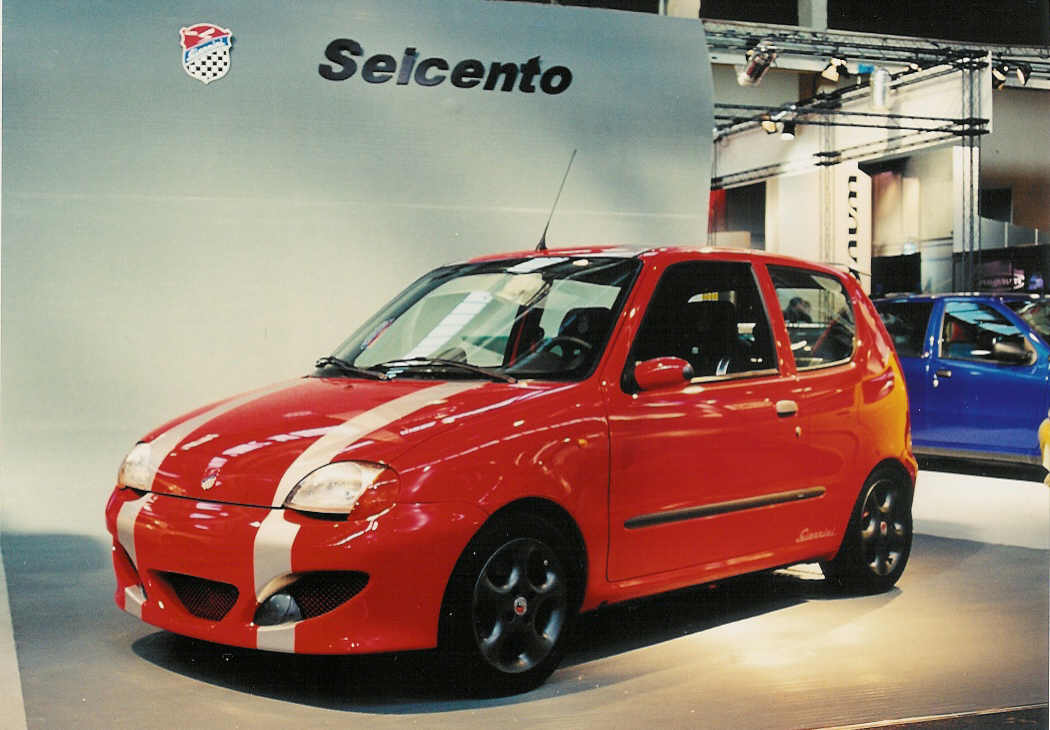
Giannini Seicento Sportline GT
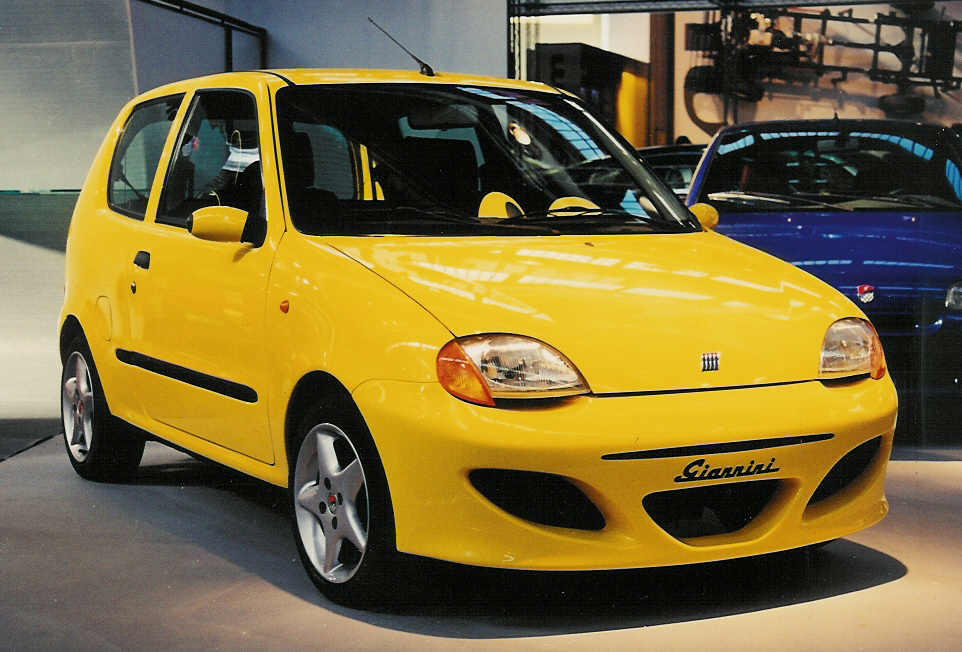
Giannini Seicento Sportline GT

## Les voitures Giannini et le sport
Les modèles modifiés par Giannini ont profondément marqué les années 1960, 70 et 80 dans toutes les compétitions réservées aux élaborations.
Durant les années 1960 on a pu assister à une très dure rivalité entre les nombreuses versions élaborées de la Fiat Nuova 500 Giannini avec les voitures élaborées par son concurrent direct Abarth.

## Les principaux modèles Giannini
- 750 Sport
- 500 TV berlina
- 500 GT berlina
- 750 TV berlina
- 850 S berlina
- 124 S berlina
- 128 NP
- 128 NPS
- 128 NP Rally
- 128 Rally 1600
- 127 NP
- 127 NPS
- 126 GP
- 126 NP 650
- 126 NP 700
- 126 NP 800
- 132 2000
- Uno 45 S Turbo et 60 SX
- Regata Turbodiesel
- Fiat 500 Giannini 350 GP[1]